# توم فورد (لاعب إسكواش)
توم فورد (بالإنجليزية: Tom Ford)‏ هو لاعب إسكواش بريطاني، ولد في 11 نوفمبر 1993 في ورسستر في المملكة المتحدة.

## وصلات خارجية
- توم فورد على موقع الاتحاد الدولي لمحترفي الاسكواش (مؤرشف) (الإنجليزية)
- توم فورد على موقع SquashInfo.com (الإنجليزية)